# بیت‌خوانی
بِیْتْ‌خوانی، نوعی شعرخوانی فردی یا گروهی است که در مجالس عروسی و ختنه‌سوران، با آهنگی متناسب با موسیقی مقامی هر منطقه خوانده می‌شود. بیت در این اصطلاح به معنی شعر به‌طور عام و شعر شاد به‌طور خاص است. بیت خوانی گاهی با همراهی ساز اجرا می‌شود و گاه با مدح امامان شیعه همراه است. نوعی بیت خوانی در عزای حسینی نیز در بعضی نواحی مثل استان بوشهر وجود دارد.
این‌گونه شعرها در نقاط مختلف ایران نامهای متفاوتی دارند. بیشتر این اشعار قالب تک‌بیت، دوبیتی و رباعی دارند و معمولاً از زبان خواهر و مادر عروس خوانده می‌شوند و اغلب در مجالس زنانه خوانده می‌شوند. این اشعار متناسب با مراحل متفاوت عروسی مانند خواستگاری، حنابندان، عقدکنان، حجله‌بندان، جهیزبران و عروس‌کشان است. مضمون این‌گونه بیتها در سرتاسر ایران بیشتر ستایش عروس و داماد و خانواده‌های آنها، و نیز آرزوی زندگی خوب، شاد و سعادتمند آن‌ها است. 
در بوشهر بیت‌خوانی به همراه نواختن ساز «نی‌جفتی» یا «نی‌انبان» خوانده می‌شود و در پایان هر بیت زنان کِل می‌زنند.

## نمونه شعرهای بیت‌خوانی
| عروس حنا می‌بنده چار دَس و پاش می‌بنده      |  | اگر حنا نباشه دل به خدا می‌بنده      |
| ما که رفتیم باغ و صحرا بشکونیم صد گُرزِ تر |  | گُرزِ تَر حجله ببندیم تا بریزه خوشه زر |
| یک حمومی سیت بسازم چهل ستین چهل پنجره    |  | توش بشینه رود جونیم با طلسم سلسله   |
| آسمون پر ستاره ماه و توش جیلون زده       |  | زیر چتر خانم عروس مروارید غلتون زده |
| اسب سوز زین قلمکار سُلسش دور گردنش        |  | خوش بحال کُکا جونیم و سواری کردنش    |
| خُم بیارم نی به نیچت خُم ببندم حجلته       |  | چلچراغی دس بگیرم تا بیارم زینته     |
| یک حُمومی سیت بسازم چون حُموم کازرون       |  | آبشِ کرمون بیارن، سنگشِ مازندرون      |